# Hymenoscyphus procerus
Hymenoscyphus procerus är en svampart som först beskrevs av Petter Adolf Karsten, och fick sitt nu gällande namn av Dennis 1964. Hymenoscyphus procerus ingår i släktet Hymenoscyphus och familjen Helotiaceae.  Utöver nominatformen finns också underarten excavatus.